# 3535 Ditte
3535 Ditte è un asteroide della fascia principale. Scoperto nel 1979, presenta un'orbita caratterizzata da un semiasse maggiore pari a 2,2985332 UA e da un'eccentricità di 0,1851887, inclinata di 1,57341° rispetto all'eclittica.